# Sempervivum barbulatum
Sempervivum barbulatum är en fetbladsväxtart som beskrevs av Heinrich Wilhelm Schott. Sempervivum barbulatum ingår i släktet taklökar, och familjen fetbladsväxter. Inga underarter finns listade i Catalogue of Life.